# Barrera

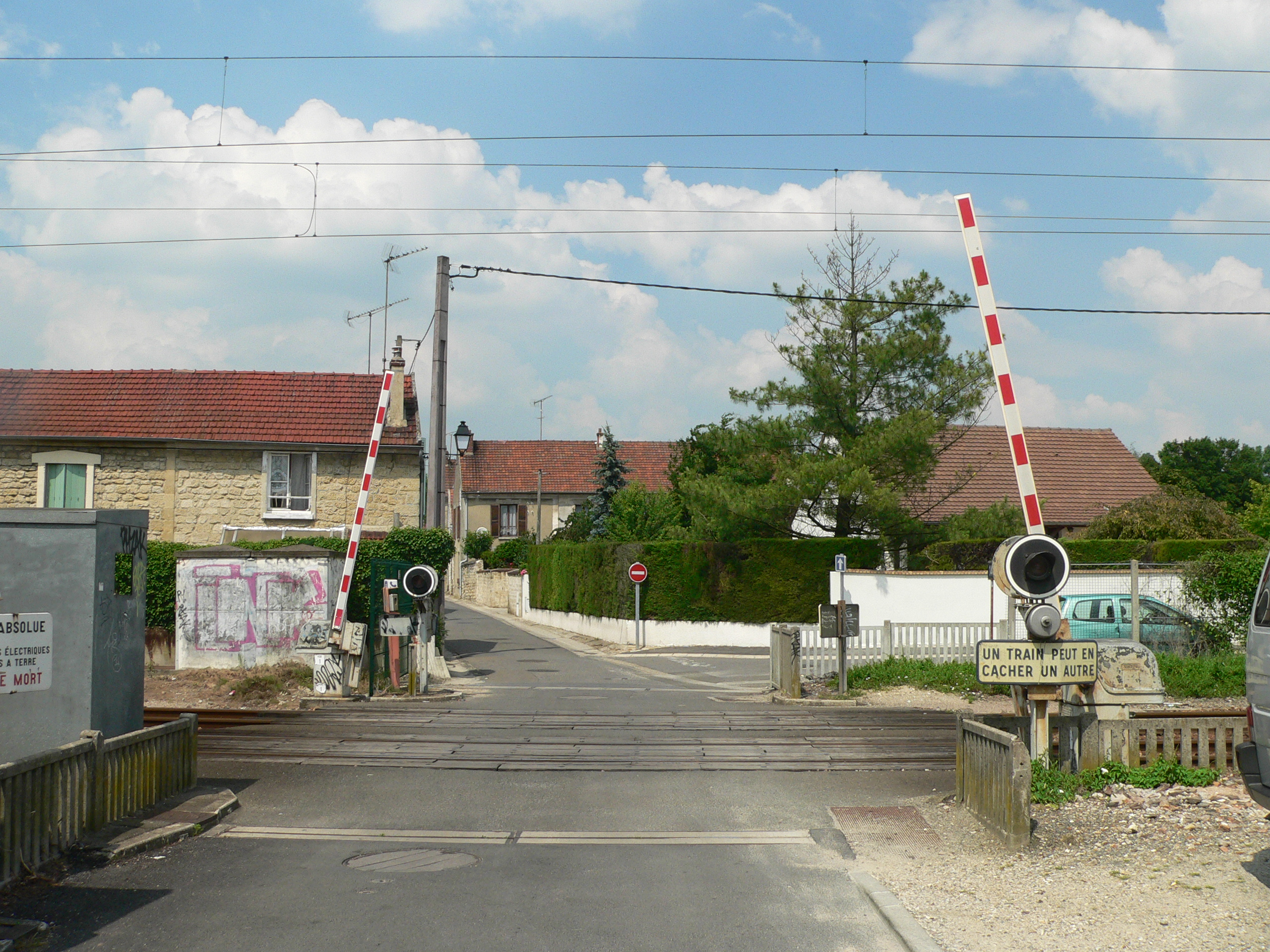
Barrera ferroviaria en un paso a nivel, en Francia.

Una barrera, también llamada pluma o talanquera en algunos países, es una barra que impide el paso de vehículos de manera temporal en un determinado camino o paso de manera que se pueda comprobar la identidad, o impidan el paso para evitar accidentes mientras por esa vía circula algún otro vehículo o tren. 

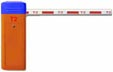
Barrera T2 de control de accesos de vehículos
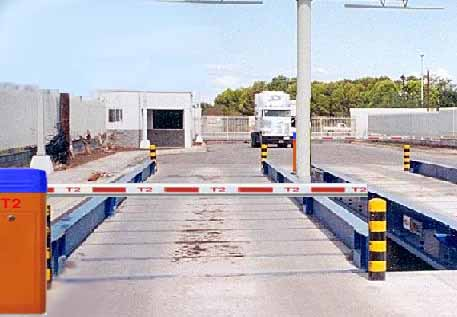
Barrera T2 de control de entrada en una cantera

Son principalmente instaladas en los pasos a nivel para que se detenga el tránsito de automóviles mientras el tren transita por ese tramo de su recorrido. También es común encontrar barreras en estacionamientos, peajes, túneles  y puentes levadizos. 
Las barreras pueden ser manuales o automáticas.

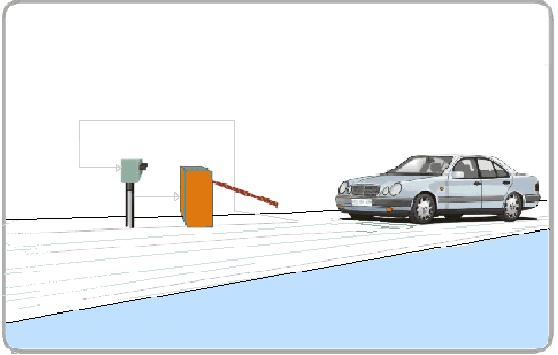
Reconocimiento de matrículas recomat para abrir una barrera
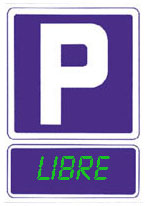
Señalización de libre / completo para aparcamiento público

El buen funcionamiento de la barrera, así como su adecuado señalamiento, son puntos de suma importancia para evitar accidentes. Para que no sea necesaria la instalación de nuevas barreras o para eliminar las ya existentes, los trenes deben transitar a distinto nivel que los vehículos. Esto puede conseguirse mediante túneles o puentes para el tránsito vehicular, o bien haciendo que sea el tren el que circule bajo superficie (soterramiento) o por encima del nivel de la calzada.